# Andrew Motanga Mounjimba
Andrew Motanga Mounjimba, né le 15 août 1959 à Mokundange et mort le 5 janvier 2022, est un homme politique camerounais. Depuis le décret présidentiel du 6 février 2009, il est le délégué du gouvernement auprès de la communauté urbaine de Limbé, dans le sud-ouest du Cameroun.  

## Biographie
Andrew Motanga Mounjimba est né le 15 août 1959 à Mokundange, un village du sud-ouest du Cameroun (alors Cameroun britannique).

### Études
Il fait ses études primaires à l'école primaire de Mokundange. Il poursuit ses études secondaires au NCC (National College Comprehensive) de Limbé. Il gagne ensuite la région du Nord-Ouest pour y terminer ses études secondaires au Collège de l'Église Presbytérienne de Bamenda. Il obtient un baccalauréat et poursuit ses études universitaires à Yaoundé. Cependant il abandonne l'université pour intégrer un centre de formation professionnel. Il y reçoit la formation de secrétaire administratif.

## Activités
Il commence sa carrière professionnelle en 1977 à Bafoussam.

## Politique
Il est membre du Mouvement démocratique du peuple camerounais qui est une branche du Rassemblement démocratique du peuple camerounais (RDPC). En 2002, il est élu président de la section du CPDM dans le département du Fako. En date du 27 juillet, il est le premier maire élu de la commune de Limbé II. Il occupe ce poste jusqu'à sa nomination comme délégué du gouvernement auprès de la commune de Limbé en 2009.